# HBO Boxing
HBO Boxing este un canal de televiziune disponibil în principal prin satelit, care pe lângă filme, difuzează meciuri de box. A fost lansat la începutul anilor 1985.

## Comentatori
- Emanuel Steward (prezent)
- Barry Tompkins
- Fran Charles
- George Foreman
- Gil Clancy
- Harold Lederman (prezent)
- Howard Cosell
- Lennox Lewis
- Jim Lampley (prezent)
- Larry Merchant (prezent)
- Max Kellerman (prezent; înlocuitor al lui Merchant)
- Roy Jones, Jr.
- Sugar Ray Leonard
- Al Michaels